# Forat del Gurdem Vell
El Forat del Gurdem Vell és un cavitat natural del terme d'Abella de la Conca, al Pallars Jussà.
Està situada al nord-est de la vila d'Abella de la Conca, en el terme municipal del mateix nom, a la comarca del Pallars Jussà.
És a la vall alta del riu d'Abella, al costat meridional de l'antiga masia de Cal Gurdem Vell, al nord-est del Canal del Gurdem.
Aquest forat s'obre a través d'una boca de 3 per 1,5 metres, per la qual es baixen 5 metres fins a trobar una aglomeració de roques. En aquell punt hi ha un pou de 20 metres que duu a un con de material poc estable, que es pot resseguir fins a atènyer la màxima profunditat -35 metres- amb molta dificultat per la inestabilitat del terreny.

## Etimologia
Forat és un dels termes emprats a diversos llocs de parla catalana per tal de designar aquelles cavitats subterrànies que són més indeterminades, sovint més desconegudes, que les anomenades cova, avenc o, en algunes comarques, amb altres termes com graller. Es tracta, sobretot, d'avencs, tanmateix. La segona part del topònim és deguda al fet que aquest forat és a tocar de l'antiga masia de Cal Gurdem Vell.